# Église Saint-Maurice de Deville
Pour les articles homonymes, voir Église Saint-Maurice.
L'église Saint-Maurice est une église catholique située à Deville, en France.

## Localisation
L'église est située dans le département français des Ardennes, sur la commune de Deville.

## Historique
L'église a été incendiée en 1670, et reconstruite par Louis XIV qui la déconsacre et l'utilise à des fins militaires en y installant une garnison. 
L'église a de nouveau été restructurée en 1725 puis détruite lors de la Révolution française de 1789 et aussitôt reconstruite. 
Le 17 mars 1763, Pierre Chenau vicaire de Renwez prend possession de la « cure » Saint-Maurice de Deville.
L'édifice sous sa forme actuelle a été consacré en 1790 sous le patronage de saint Maurice.

## Images

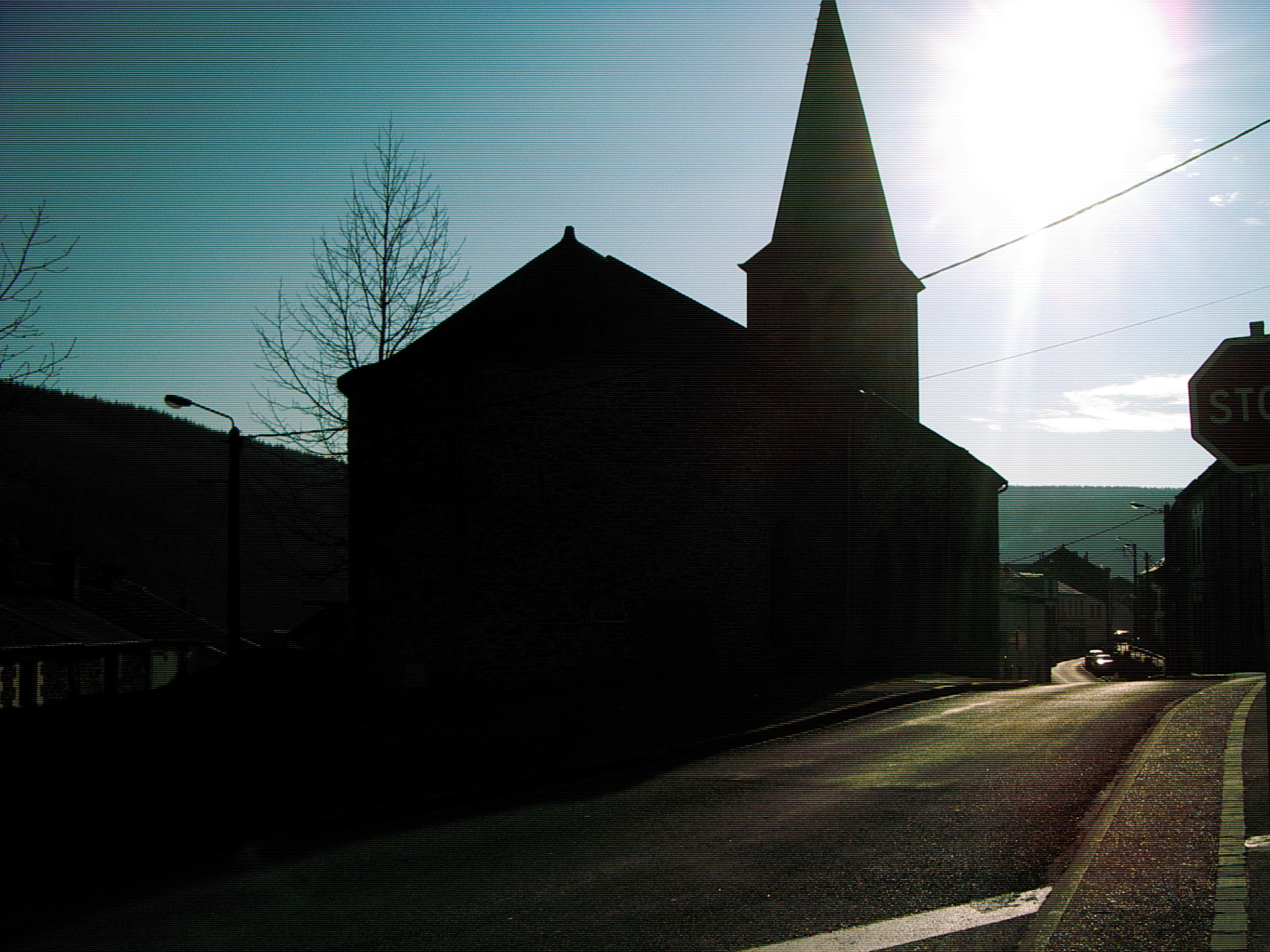
Aurore
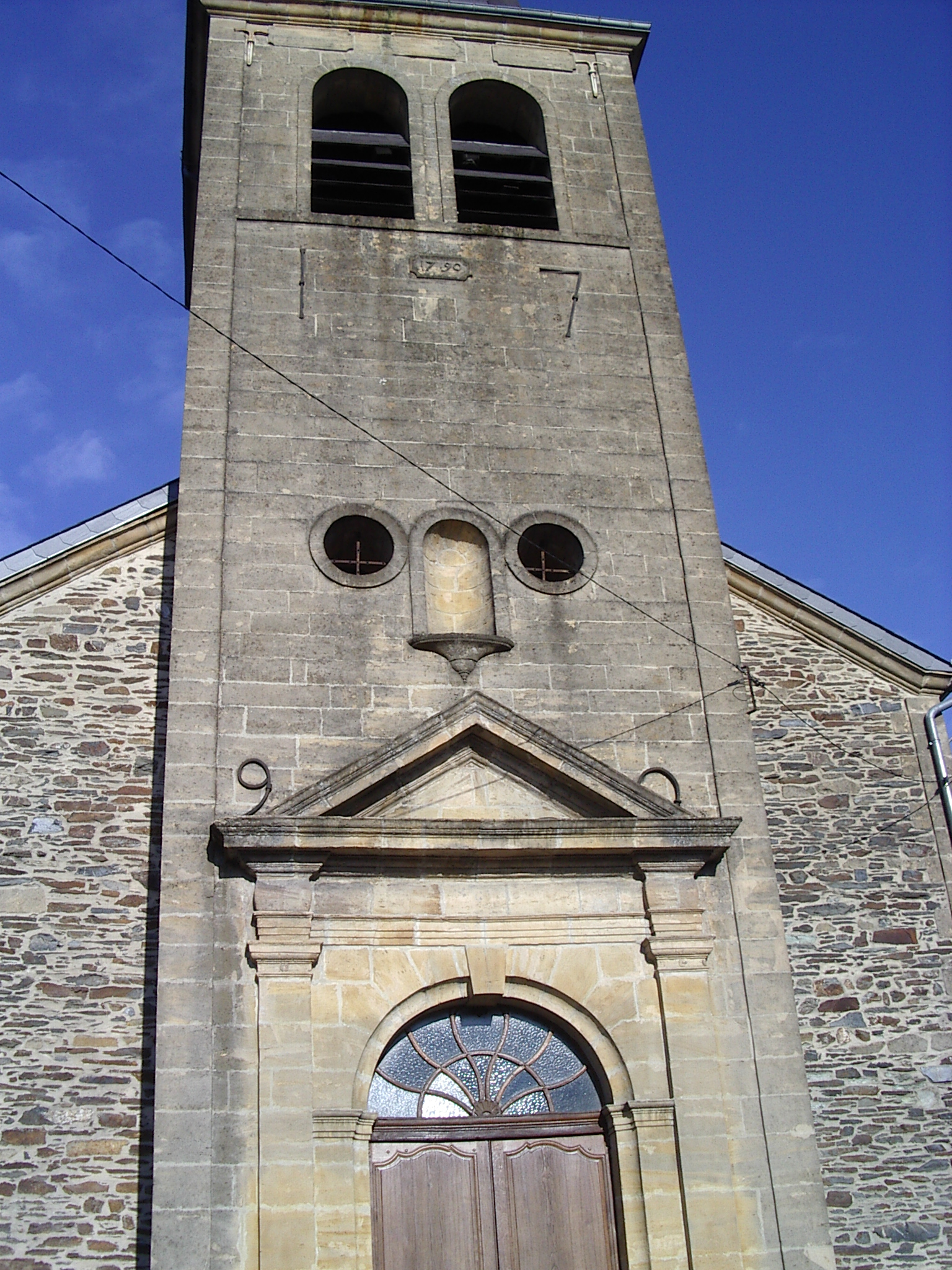
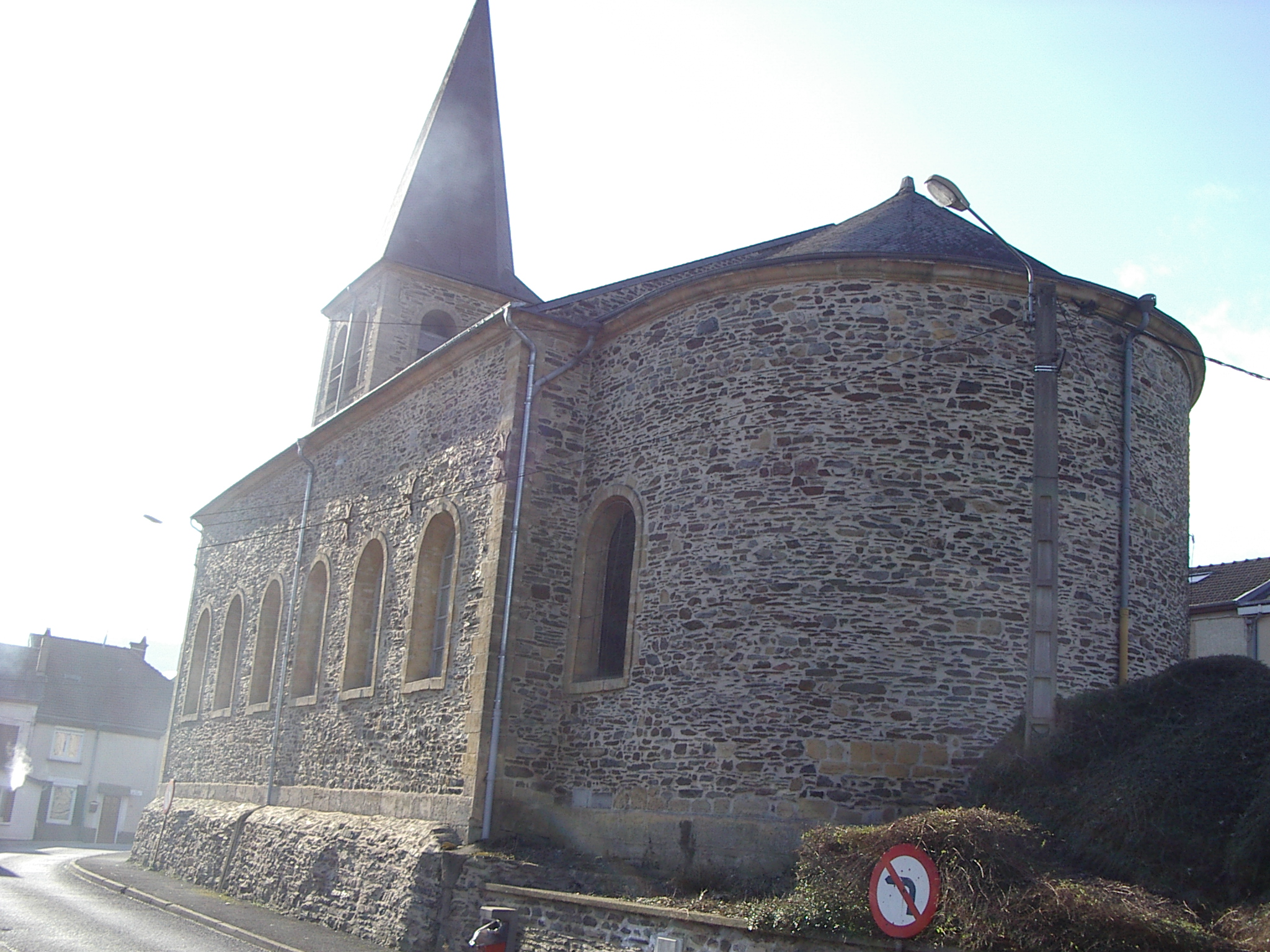
Arrière en forme arrondie
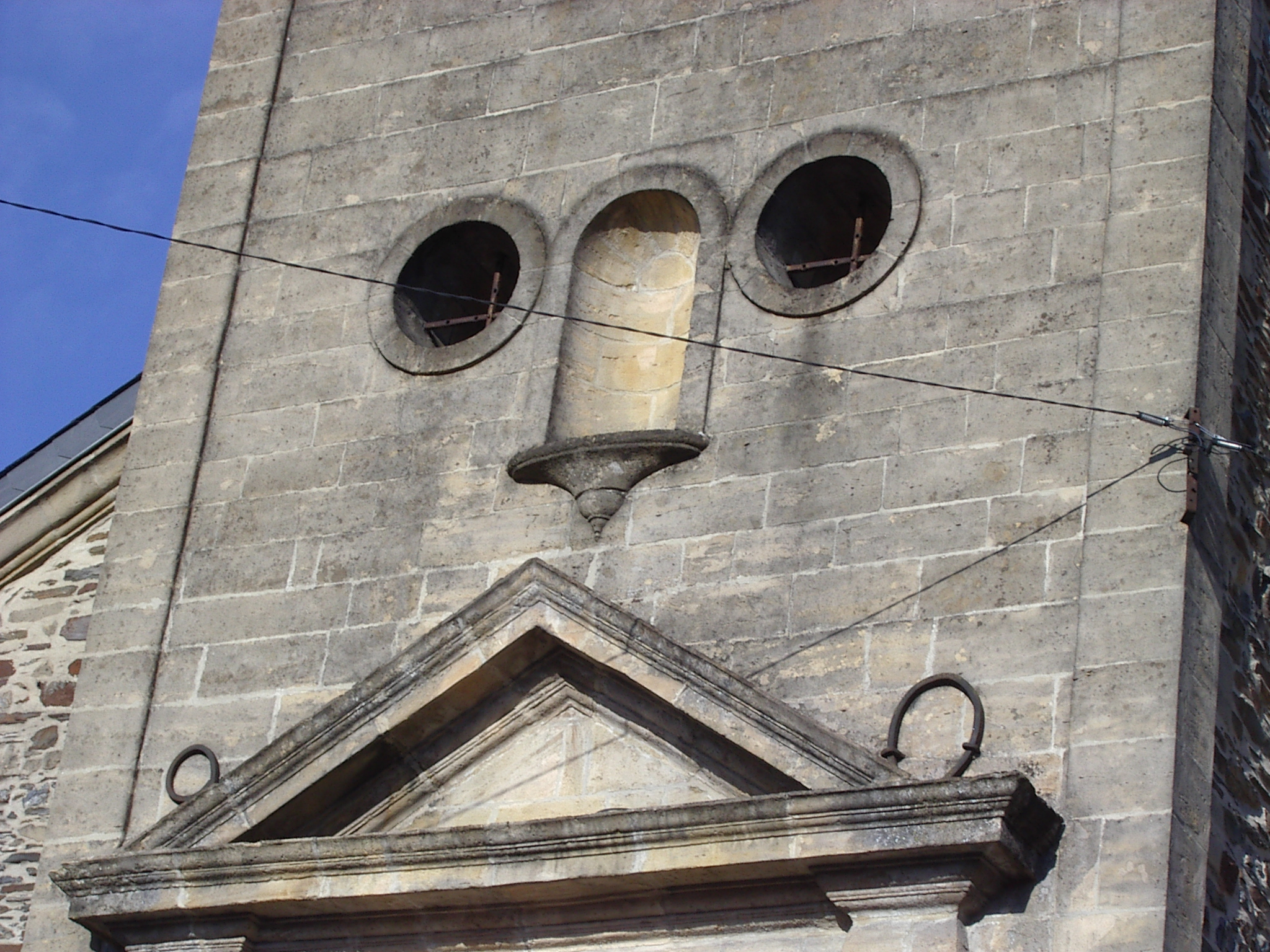
le Visage
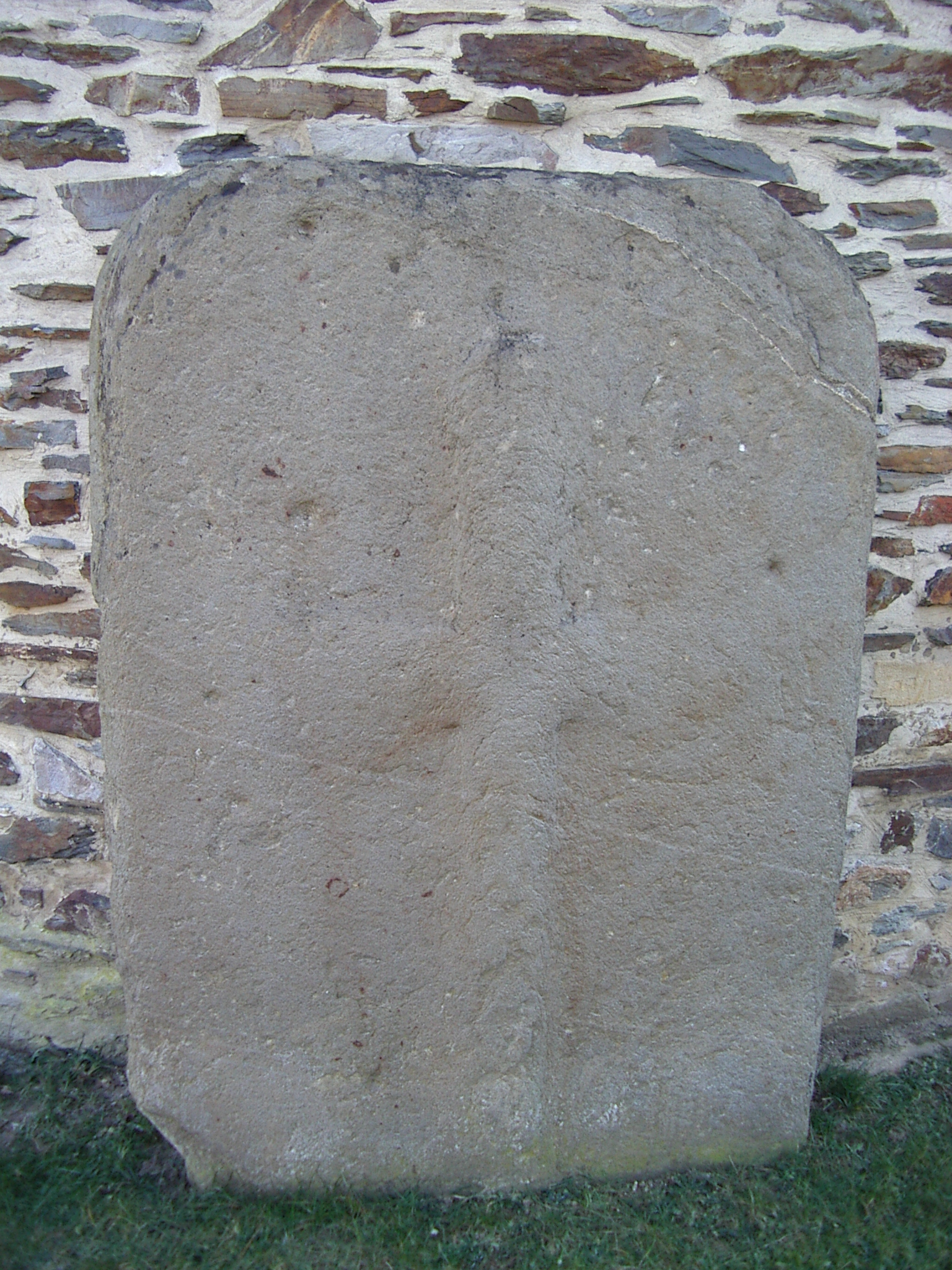
Stèle médiévale